# 宝兴乡
宝兴乡是中国黑龙江省哈尔滨市方正县下辖的一个乡，位于方正县西南部，汉族占总人口的93％，其余大多为朝鲜族。